# Promin, Solone
Promin (în ucraineană Промінь) este localitatea de reședință a comunei Promin din raionul Solone, regiunea Dnipropetrovsk, Ucraina.

## Demografie
Componența lingvistică a localității Promin
     Ucraineană (96,58%)
     Rusă (3,42%)
Conform recensământului din 2001, majoritatea populației localității Promin era vorbitoare de ucraineană (96,58%), existând în minoritate și vorbitori de rusă (3,42%).